# De Faun
De Faun is een bedrijfsverzamelgebouw en een gemeentelijk monument in de Nederlandse stad Groningen.
Op de plaats van het gebouw op de hoek van de Herestraat en het Zuiderdiep stond voorheen een refugium van het vrouwenklooster Essen.
Later had de levensverzekeringsmaatschappij "De Utrecht" hier een filiaalkantoor. Architect A.R. Wittop Koning ontwierp, in samenwerking met A.Th. van Elmpt, in 1935 in opdracht van "De Utrecht" een nieuw gebouw, waarin naast kantoorruimte ook een café-restaurant, magazijnen en fietsenkelder werden opgenomen. Het pand kreeg een H-vormige plattegrond, met aan de kant van de Herestraat een arcade, waar op de noordoosthoek café-restaurant De Faun was gevestigd. De Groninger stadsbeeldhouwer Willem Valk verfraaide het gebouw met ornamenten in diabassteen en diverse mythologische figuren en verwijzingen naar het werk van "De Utrecht", Coen Brouwer maakte de groene terracotta decoraties: zes sluitstenen en 18 tableaus.
De Faun is deels gebruikt in WO II als Wehrmacht heim, voor Duitse soldaten en officieren enz. Zelfs een Nederlandse/Groningse verzetsgroep kwam daar geregeld bijeen wat nooit opgemerkt is door de Duitsers.
Het gebouw was lange tijd eigendom van investeerder Hanzevast die het pand in 2010 renoveerde en daarbij de arcade afsloot en ombouwde tot etalages. Nieuwe gebruiker werd de kledingketen Zara. In 2017 verhuisde Zara naar het oude pand van de De Bijenkorf verderop in de Herestraat waardoor het pand weer leeg kwam te staan. Na het vertrek werd het pand verkocht aan Amerikaanse investeerders. In 2020 kwam het in handen van een Gronings vastgoedbedrijf en werd H&M in het pand gevestigd.

## Galerij

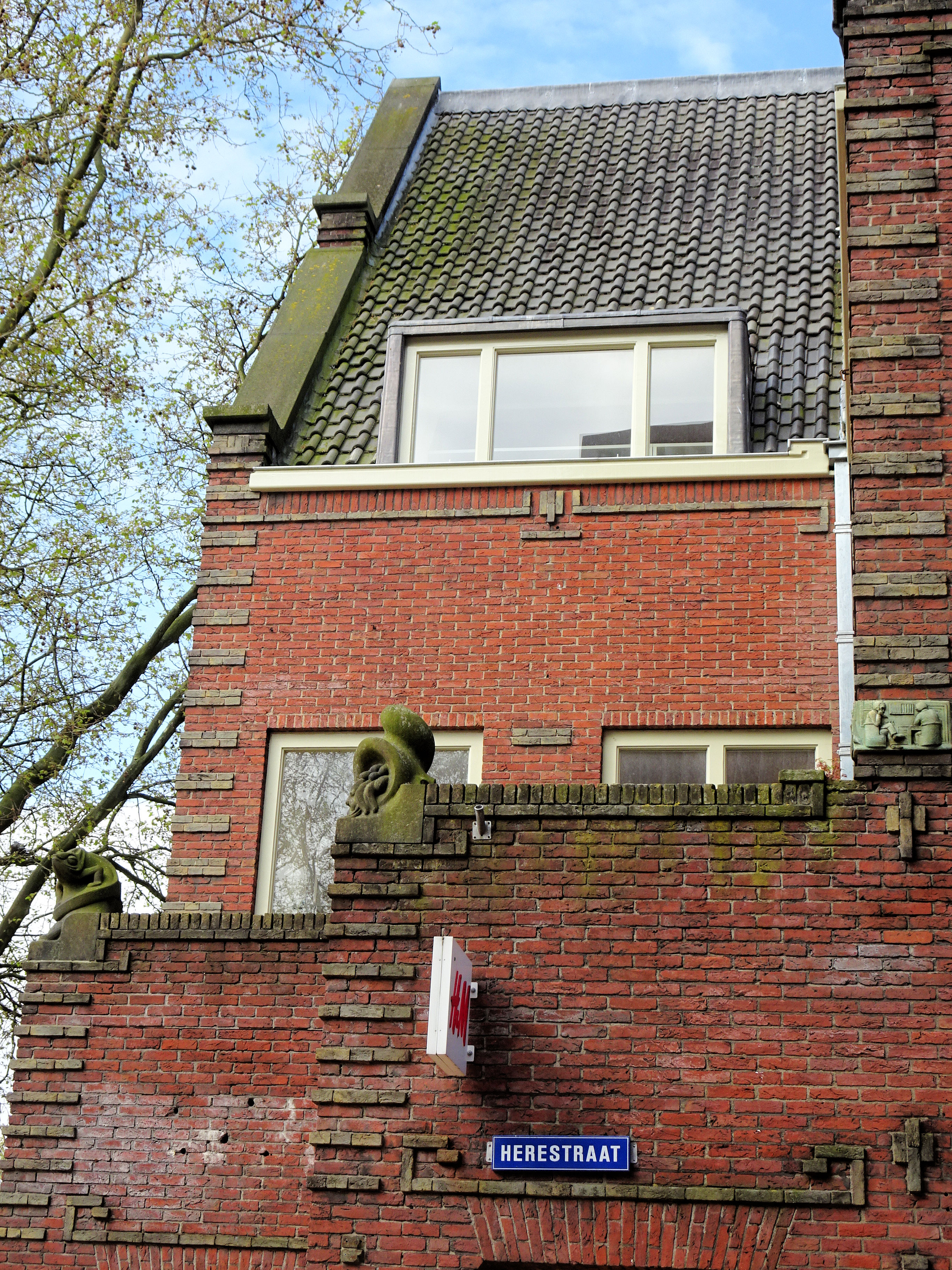
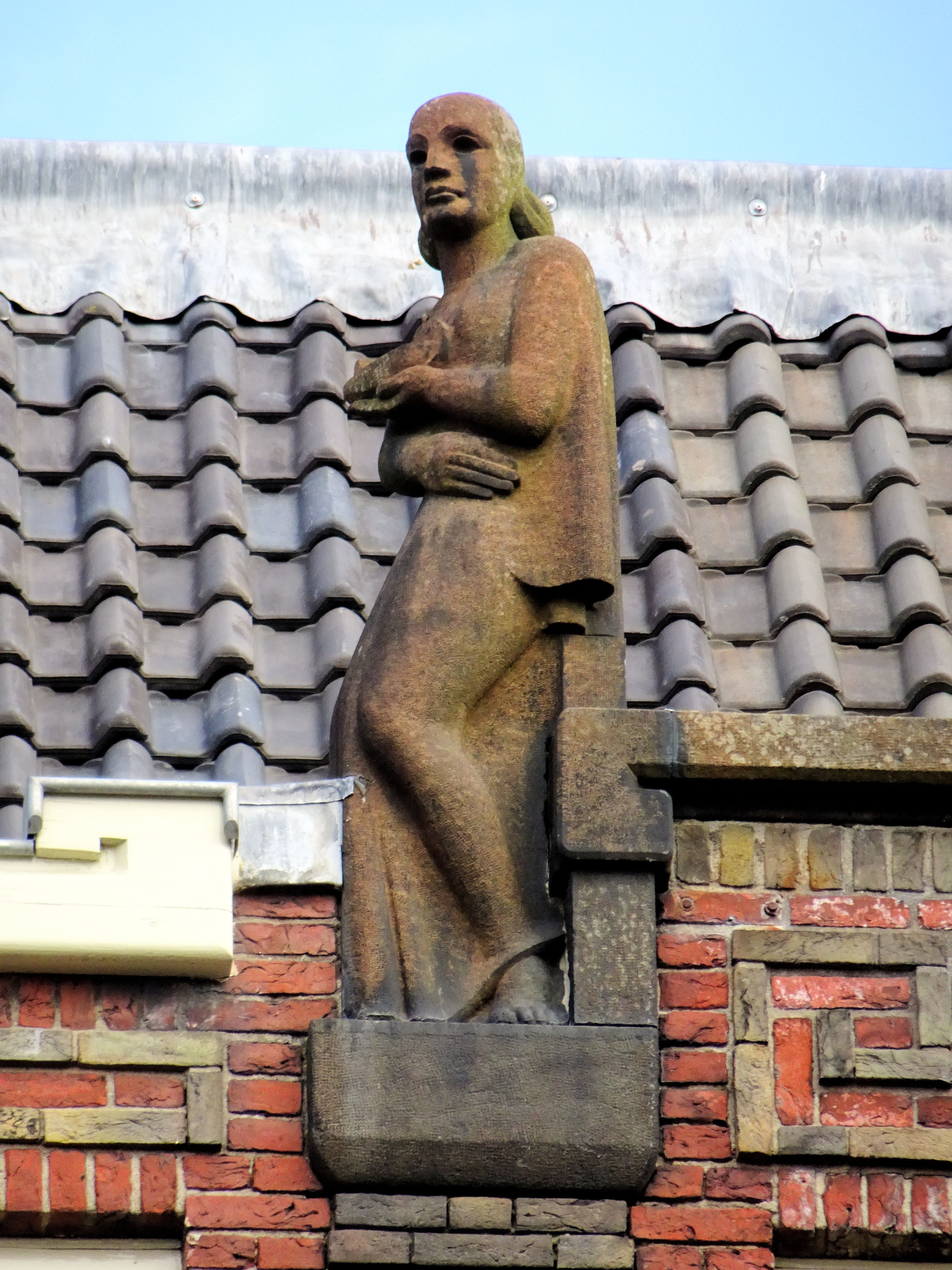
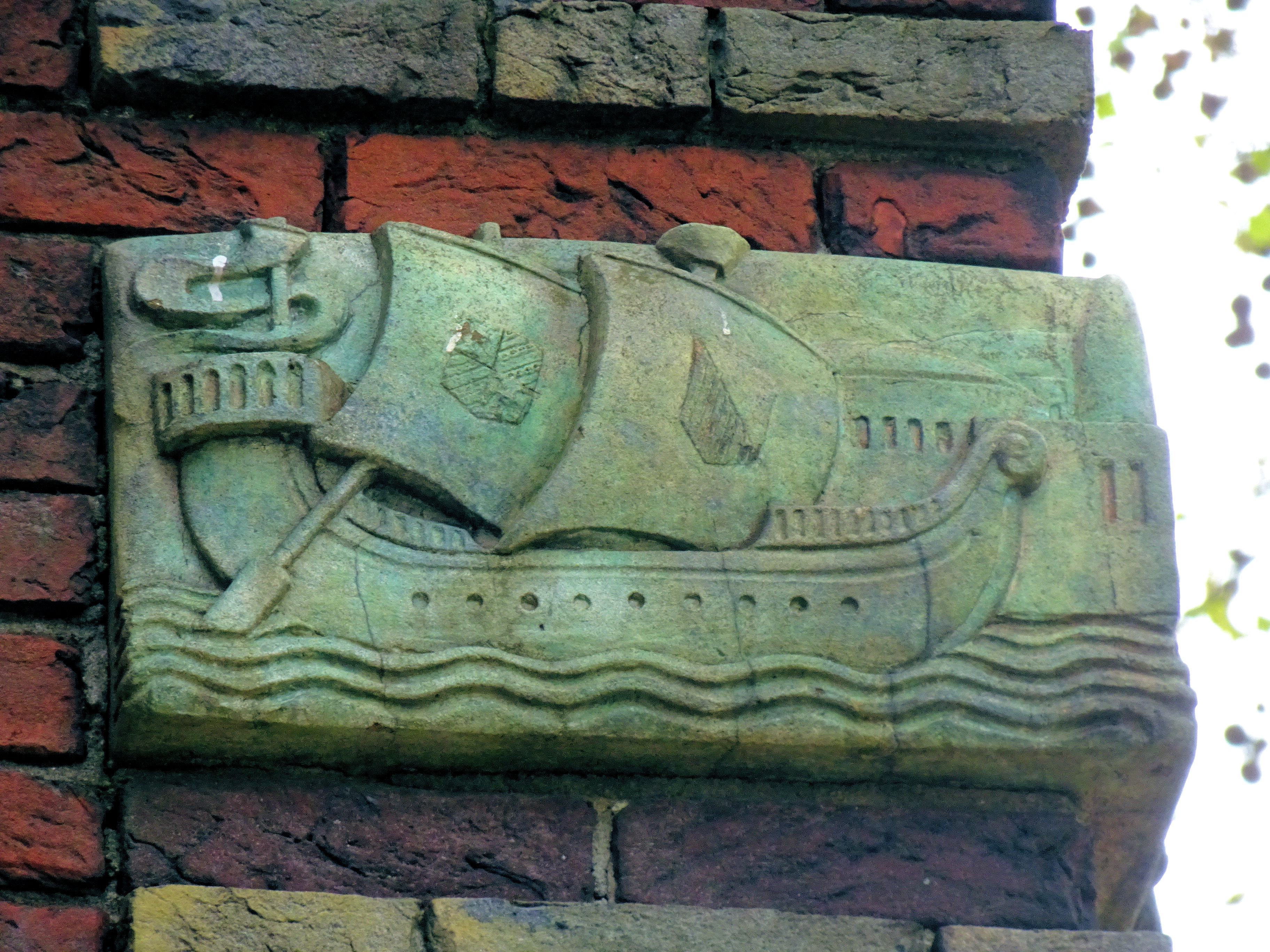
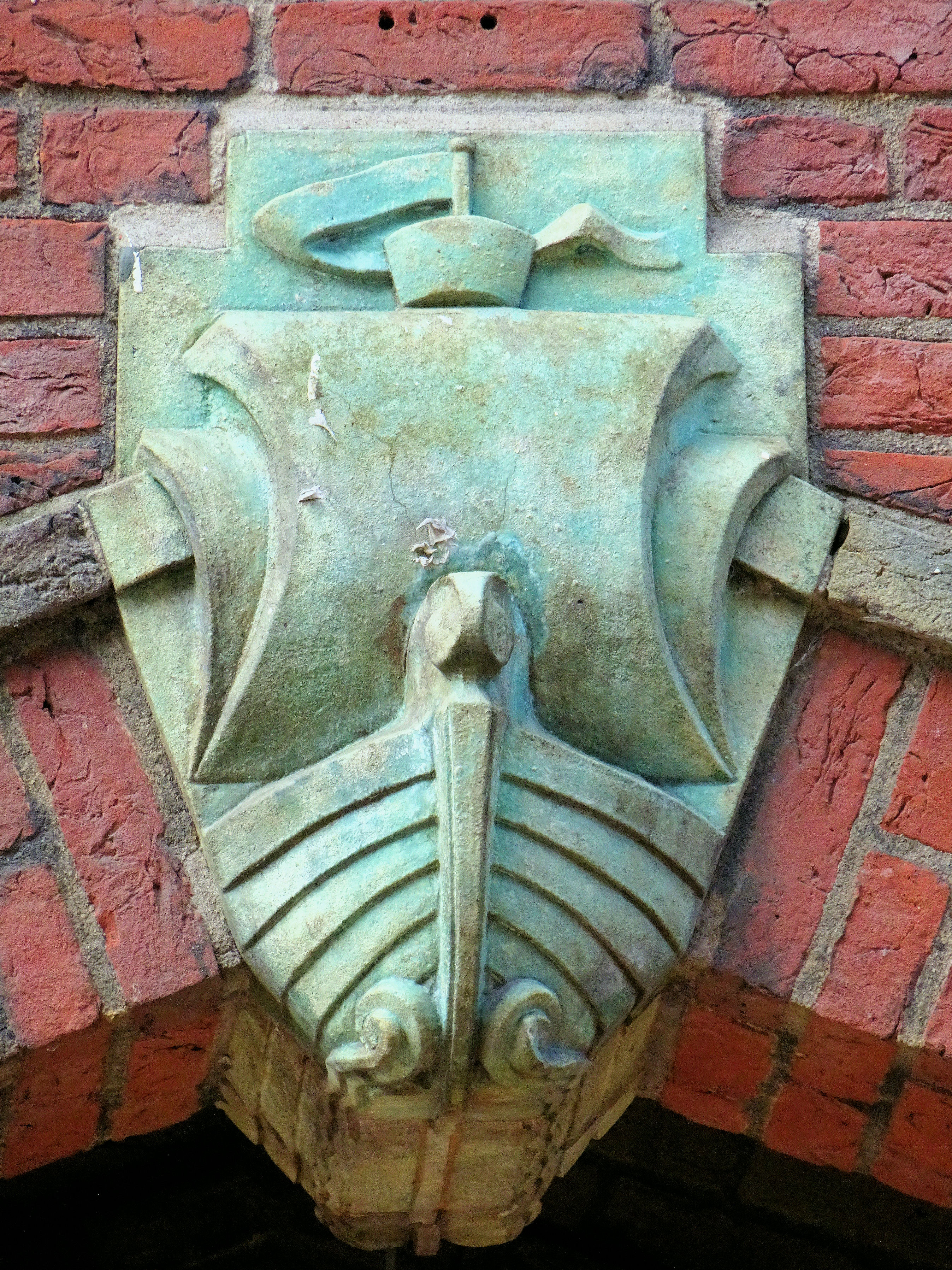
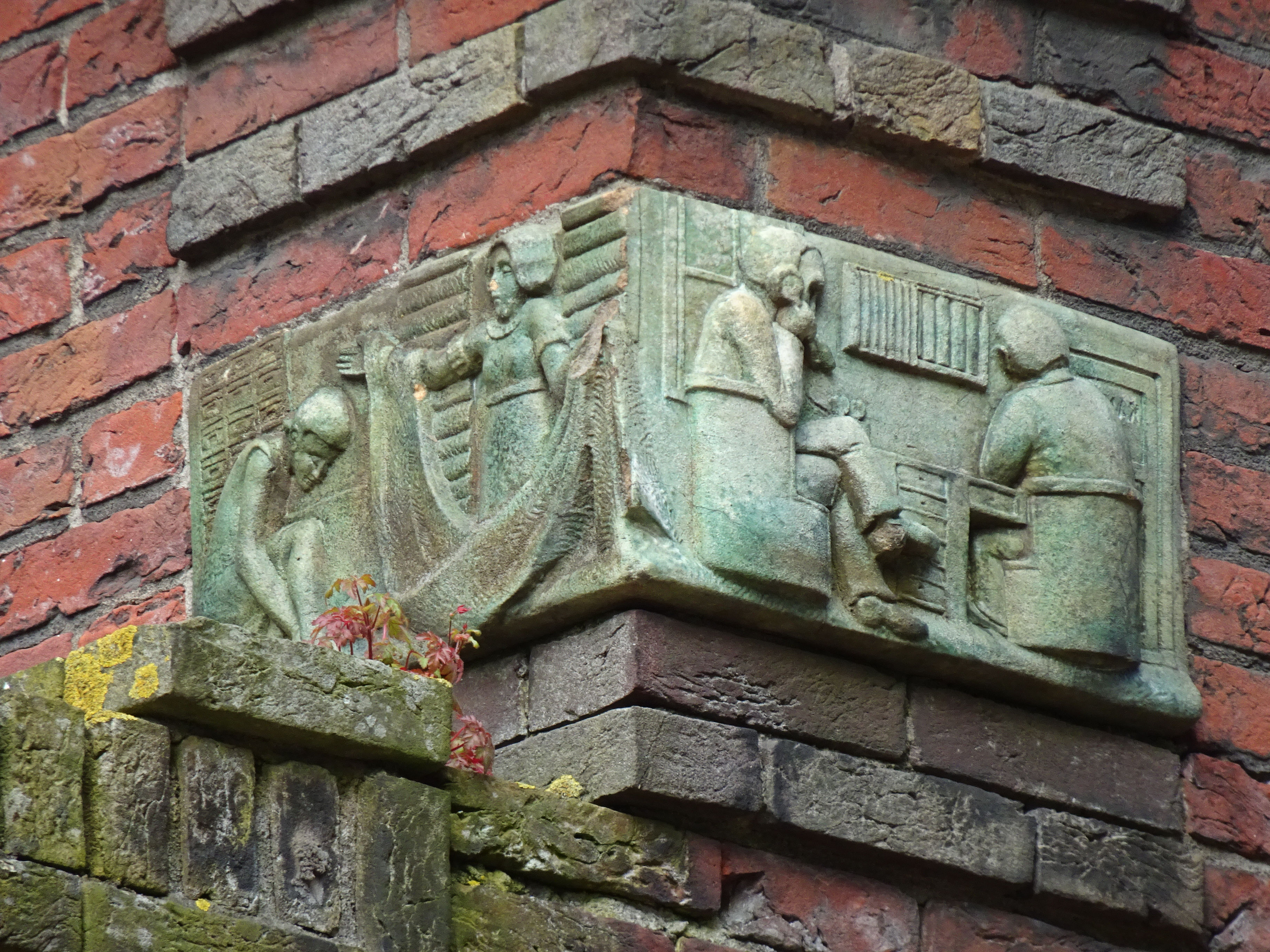
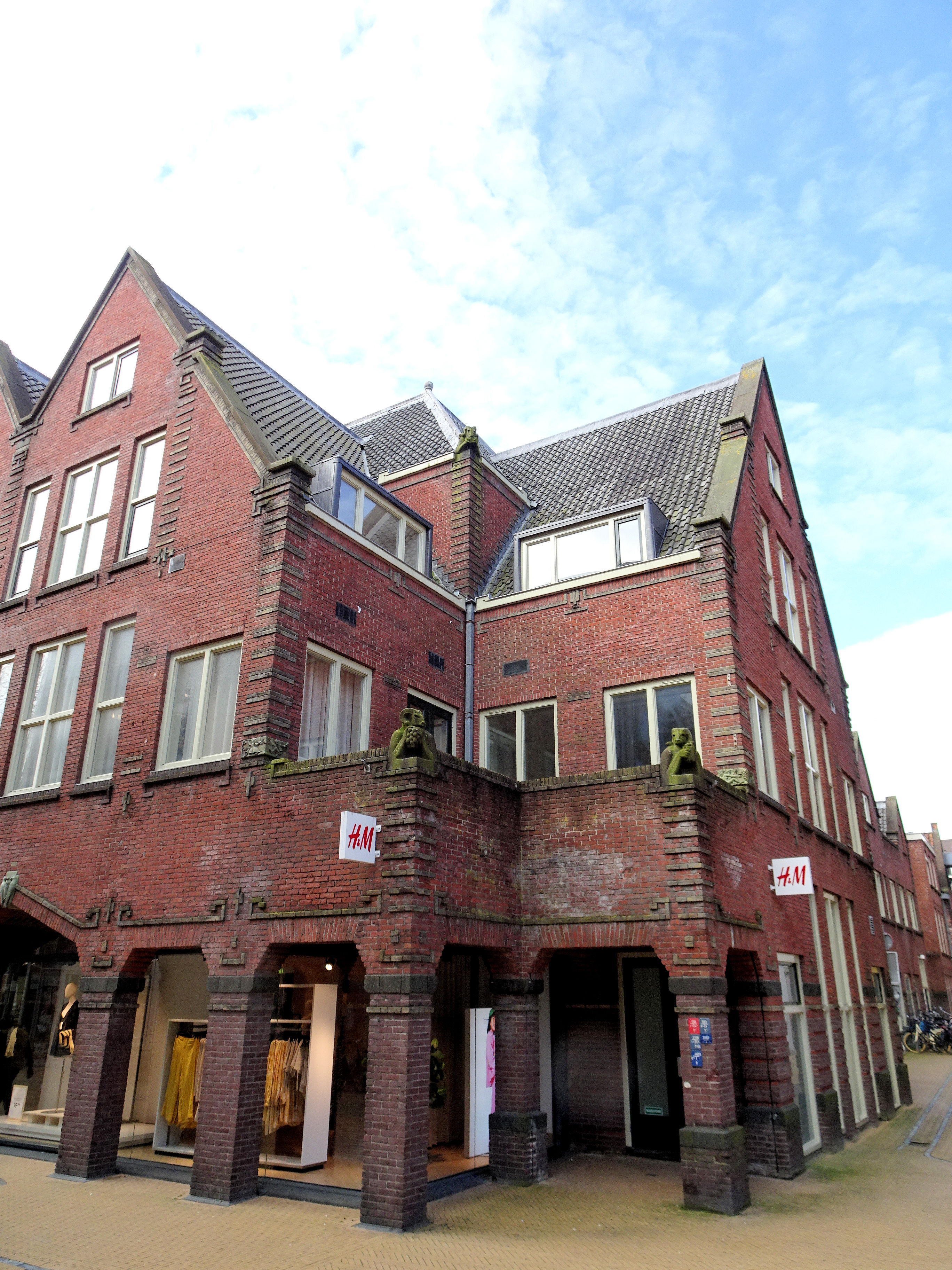
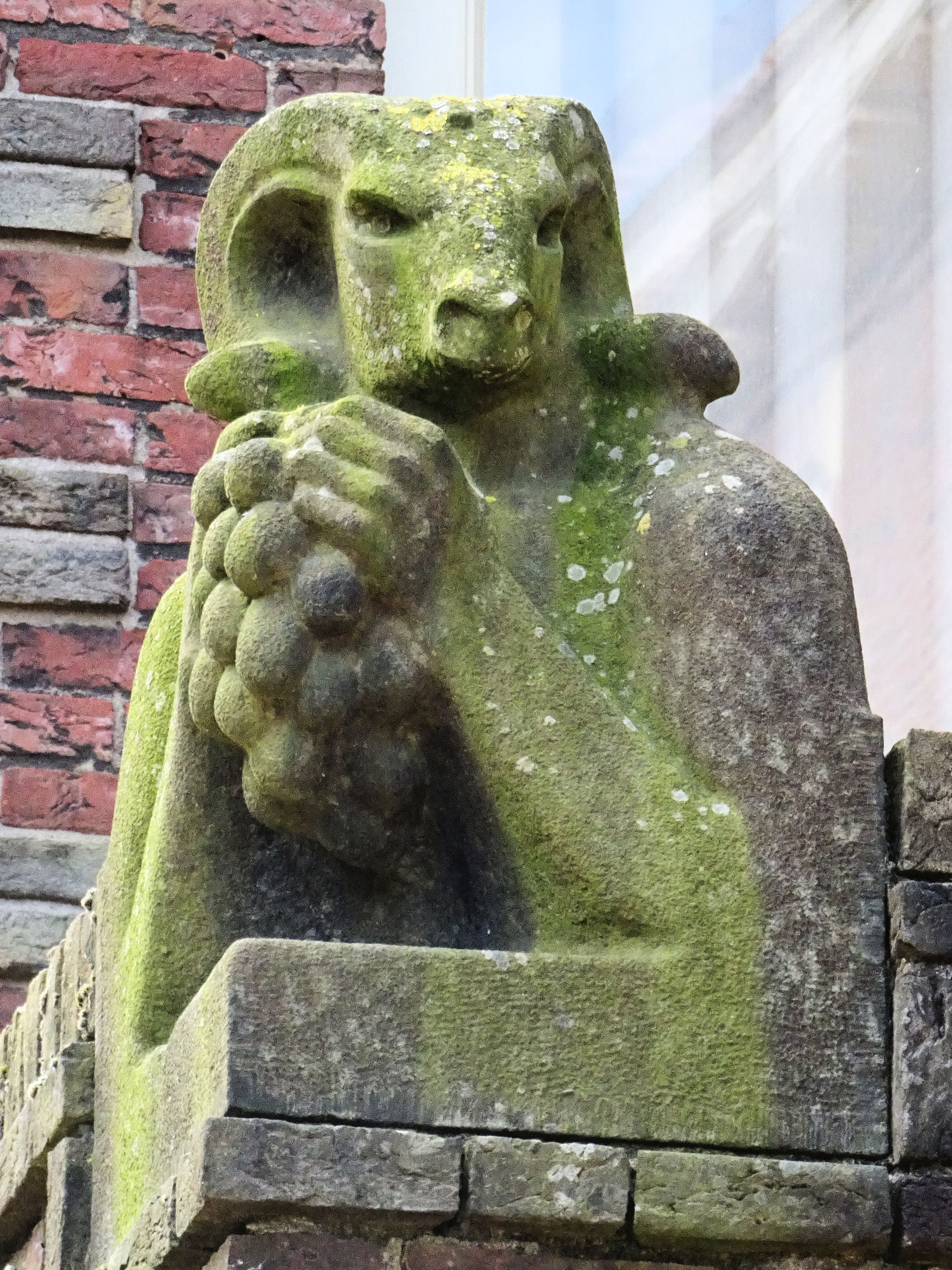
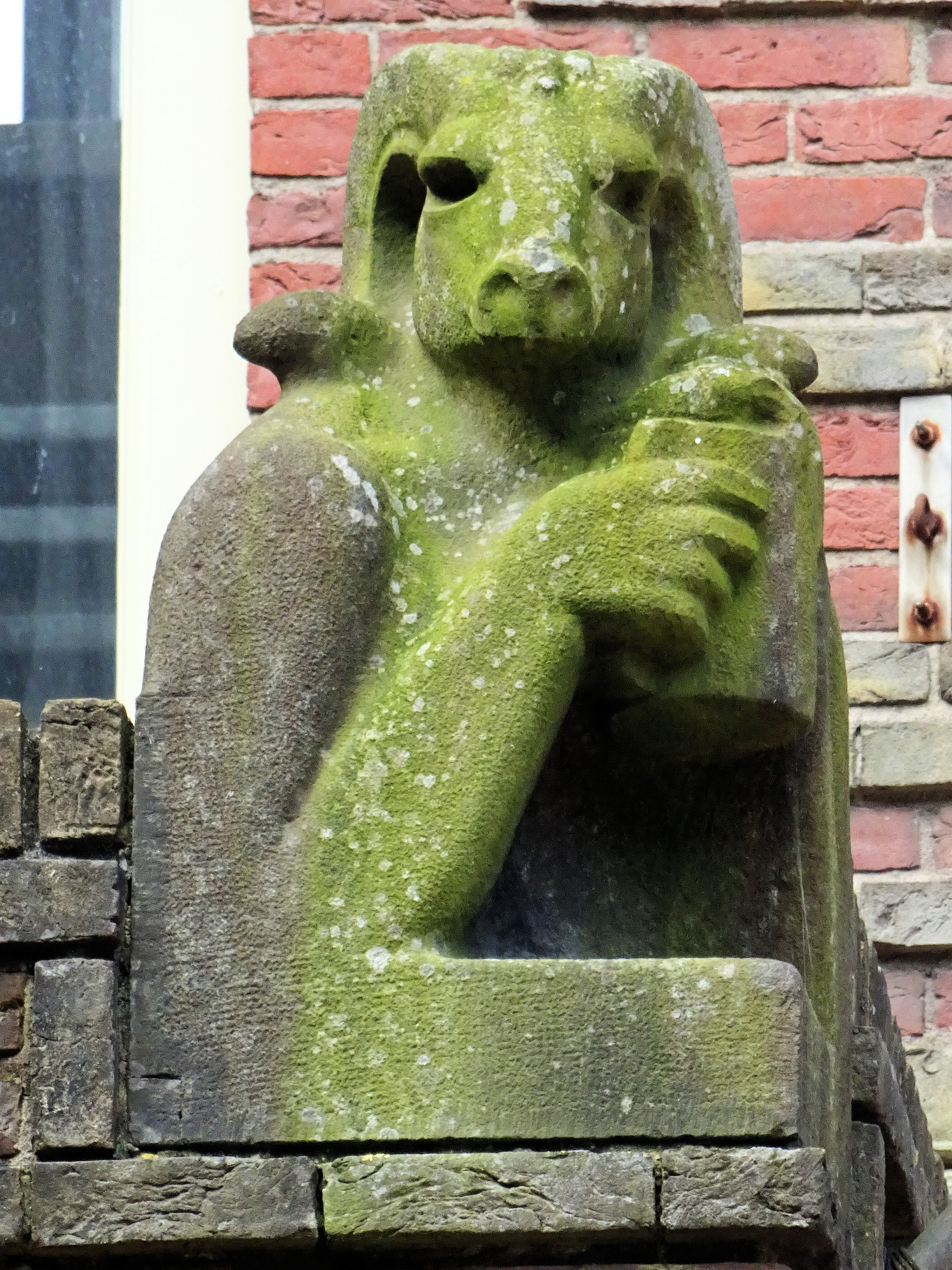